# 河野眞 (倫理学者)
河野 眞（こうの まこと、1925年3月31日 - 2011年6月5日）は、日本の倫理学者。広島大学名誉教授。

## 略歴
鳥取県八頭郡智頭町出身。1951年広島文理科大学哲学科卒業、同助手。1962年「シェリングにおける現実的世界の実践的構造」で広島大学文学博士。1965年広島大助教授、1974年教授、文学部長、1988年定年退官、名誉教授、安田女子大学教授、1989年副学長、1990年学長。2004年退任。同年秋、瑞宝中綬章受勲。

## 著書
- 『シェリングの実践哲学研究』（以文社） 1973

### 共編著
- 『倫理学の基礎』（小倉貞秀共著、理想社） 1967
- 『人生の探究としての倫理学』（編、以文社） 1976
- 『人間と自由』（編、以文社） 1984
- 『倫理と社会』（編、学術図書出版社） 1984
- 『人間と悪』（編、以文社） 1987
- 『人間と愛』（編、溪水社） 1999

## 翻訳
- 『ディオニュソスからアポロンヘ 精神の上昇』（フリッツ=ヨーアヒム・フォン・リンテレン、越智貢共訳、以文社） 1988

## 参考
- 『人事興信録』1996年
- 「河野真先生略歴・業績」（『哲学』御手洗勝・河野真教授御退官記念特集) 1988